# Archangelos Michail (Kato Polemidia)
Archangelos Michail (griechisch Αρχάγγελος Μιχαήλ) ist ein Stadtteil der Stadt und Gemeinde Kato Polemidia im Bezirk Limassol auf Zypern.

## Lage und Umgebung

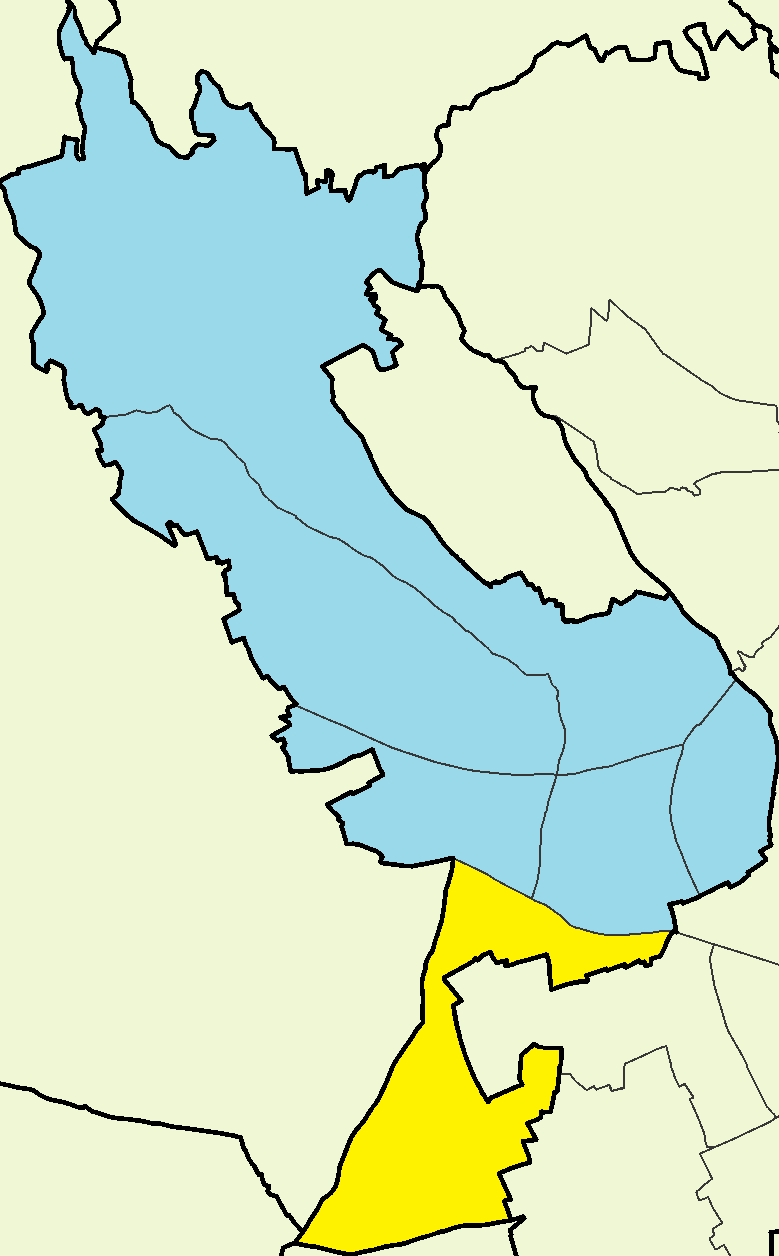
Lage in Kato Polemidia

Archangelos Michail ist der südlichste Stadtteil von Kato Polemidia. Im Osten grenzt es an die Hafenstadt Limassol, im Norden an die anderen Stadtteile Anthoupoli und Apostolos Varnavas, im Westen an die Gemeinde Ypsonas und im Süden an Tserkezi. Es liegt südlich der A6 und der A1, in der Nähe des britischen Militärstützpunkts beziehungsweise der Halbinsel Akrotiri.

## Bevölkerung
Bei der letzten Bevölkerungszählung im Jahr 2011 wurden 2.807 Einwohner in Archangelos Michail gezählt und in Kato Polemidia insgesamt 22.369.

## Kultur und Sehenswürdigkeiten
- Die Kirche des Stadtteils ist dem Erzengel Michael gewidmet. Der Bau begann 1998 und wurde 2003 abgeschlossen.[4]